# Viktor Nikolajevič Nikiforov
Svatý Viktor Nikolajevič Nikiforov († červenec 1918,  Permská gubernie) byl ruský duchovní Ruské pravoslavné církve, jerej a mučedník.

## Život
Narodil se v rodině diákona Nikolaja Fjodoroviče Nikiforova.
Roku 1911 začal studoval na Permském duchovním semináři, který dokončil roku 1917. Dne 20. února 1918 byl rukopoložen na jereje a začal sloužit v chrámu svatých apoštolů Petra a Pavla ve vesnici Komarovo Osinského ujezdu.
Po krutém mučení byl v červenci roku 1918 zastřelen bolševiky.

## Kanonizace
Dne 20. srpna 2000 ho Ruská pravoslavná církev svatořečila jako mučedníka a byl zařazen mezi Sbor všech novomučedníků a vyznavačů ruských.
Jeho svátek je připomínán 20. června (7. června – juliánský kalendář).